# Palatul de Justiție din Botoșani
Palatul de Justiție din Botoșani este un monument istoric și de arhitectură situat pe strada Maxim Gorki din Botoșani.

## Istoric
Despre organizare judecătorească modernă se poate vorbi, în Moldova, odată cu aplicarea Regulamentului Organic. 
Primul tribunal de ținut, ca instanță bazată pe principiul modern al despărțirii "puterilor cârmuitoare și judecătorească", se înființează la 1 ianuarie 1832, funcționând în casele lui Neculai Damianovici, sub președinția lui Alecu Ralet. 
Dacă în materie civilă judecă definitiv cauze de o anumită valoare, în materie penală acest tribunal efectua doar cercetări care se deduceau judecății Tribunalului "Criminalicesc" de la Iași.
La 1859, anul Unirii Principatelor Române, precum și în perioada 1864-1865, anii în care se adoptă și se pun în aplicare, sub directa priveghere a domnitorului luminat Alexandru Ioan Cuza, legi fundamentale ale tânărului stat democratic, îl găsim la cârma tribunalului pe M. Vasilievici, cunoscut și ca "Manolache a Popei", personaj despre care s-a vorbit mult în epocă. Lui, probabil, i se va fi adresat, la 4 octombrie 1864, tânărul Mihail Eminovici (Eminescu), când a cerut și i s-a aprobat angajarea ca practicant la tribunal. 
La 9 iulie 1865 vechiul tribunal ținutal devine, în temeiul legii de organizare judecătorească din 4 iulie același an, tribunal județean, a cărui circumscripție teritorială se confundă cu aceea a județului. Concomitent i se extind atribuțiile judecând și in materie corecțională și comercială.
Aceste competențe le păstrează și sub imperiul viitoarelor legi de organizare judecătorească din 1 septembrie 1890, 24 martie 1909, precum și a legii Mârzescu din anii 1924-1925, când a fost arondat Curții de Apel Iași.
Din anul 1914, timp de aproape un veac, Tribunalul Botoșani funcționează în clădirea "Palatului de Justiție", situată între casa Antipa (1900) și casa Manole (1908-1909), opera a arhitectului Petre Antonescu. 
După 1945, urmare a procesului de reorganizare administrativă, sub influența legislației de tip sovietic, a funcționat o perioadă ca tribunal "popular" raional până în anul 1968 când s-a revenit la vechea împărțire în județe a teritoriului național.
Reforma administrativă a adus schimbari și în planul legislației privind organizarea judecătorească. Tribunalul a dobândit, în acest context, noi competențe ca instanță de recurs.
După 1989, prin noua lege de organizare judecătorească din anul 1992, au reînființat curțile de apel și un mare numar de judecătorii. Tribunalele și-au păstrat vechile competențe dar și-au lărgit treptat atribuțiile ca instanțe de fond.
Tribunalul Botoșani a fost arondat, prin noua lege, Curții de Apel Suceava. Și-a extins continuu activitatea realizând specializarea magistraților pe materii. A fost înființată la 15 aprilie 1994 secția civilă iar la 1 octombrie 1997 și-a început activitatea secția comercială și de contencios administrativ, astfel că în prezent tribunalul funcționează cu 3 secții specializate și cu un numar de 21 de magistrați.
La începutul anului 2002 a fost finalizată noua construcție a tribunalului, pe un teren din vecinătatea vechii clădiri, după planurile arhitectului botoșănean Mihai Tulbure.